# Comté de Rodríguez de Valcárcel
Le comté de Rodríguez de Valcárcel est un ancien titre nobiliaire espagnol créé par le roi Juan Carlos Ier le 5 janvier 1977, à caractère posthume en faveur d'Alejandro Rodríguez de Valcárcel y Nebreda (1917-1976), président des Cortes et du Conseil du Royaume, avocat de l'État. Le titre est abrogé en vertu de la loi sur la mémoire démocratique entrée en vigueur le 21 octobre 2022.

## Comtes de Rodríguez de Valcárcel
|                                         | Titulaire                                       | Période                                 |
| Créé en 1977 par le roi Juan Carlos Ier | Créé en 1977 par le roi Juan Carlos Ier         | Créé en 1977 par le roi Juan Carlos Ier |
| --------------------------------------- | ----------------------------------------------- | --------------------------------------- |
| I                                       | Alejandro Rodríguez de Valcárcel y Nebreda      | Concession posthume                     |
| II                                      | Carlos María Rodríguez de Valcárcel y de Ribed. | 1978-2022                               |